# Deirdre Madden
Œuvres principales
Hidden Symptons (1986), The Birds of the Innocent Wood (1988), One by One in the Darkness  (1996), Time Present and Time Past (2013)
Deirdre Madden, née le 20 août 1960 à Toomebridge, est une romancière irlandaise.

## Biographie
Deirdre Madden grandit dans une famille catholique du comté d'Antrim en Irlande du Nord, où se déroulent certains de ses romans. Son père est marchand de sable et sa mère enseignante. Elle suit des études à la St Mary's Grammar School à Magherafelt, puis étudie l'anglais au Trinity College à Dublin. Elle est étudiante lorsque ses premières nouvelles sont publiées dans The Irish Press par David Marcus, un éditeur reconnu pour avoir lancé la carrière de nombreux écrivains irlandais. Ce premier succès public incite Deirdre Madden à poursuivre un master en écriture créative à l'Université d'East Anglia à Norwich. Elle étudie alors avec Malcolm Bradbury et Angela Carter.
À son retour à Dublin, Deirdre Madden se marie avec le poète Harry Clifton. Le couple quitte l'Irlande pour s'installer pendant trois années en Italie, puis déménage à Londres, en Suisse, en Allemagne et à Paris. Ces différents voyages marquent l'œuvre de l'autrice dont plusieurs intrigues se déroulent hors d'Irlande, et renforcent un intérêt certains pour la notion d'identité nationale et les questions migratoires.
En 1994, Deirdre Madden débute une résidence à l'University College Cork. En 1997, elle passe un an en tant qu'écrivaine associée au Trinity College. Depuis 2004, elle est membre de la School of English du Trinity College, où elle enseigne la création littéraire.

## Carrière littéraire
Les thèmes de prédilection de Deirdre Madden portent sur la mémoire et la complexité des relations familiales, l'identité ainsi que les périodes des Troubles en Irlande du Nord. Elle évoque également régulièrement son rapport à la vie artistique. Son œuvre a remporté de nombreux prix et a été largement traduite dans d'autres langues.
Deirdre Madden est également l'auteure de livres pour enfants dont Snakes' Elbows (2005), Thanks For Telling Me, Emily (2007) et Jasper and the Green Marvel (2011). Ces histoires apparemment légères sont traversées par des sujets plus sérieux qui rejoignent les thèmes des romans pour adultes de l'écrivaine, à savoir la corruption des richesses, les dangers de la célébrité et les distorsions des médias,.
Son talent de romancière est reconnu pour ses observations perspicaces sur des thèmes aussi universels que la violence, l'intégrité, les relations familiales et l'amitié. Son travail a notamment été plébiscité par les auteurs Sebastian Barry, Anne Enright et Richard Ford.

### Hidden Symptoms (1996)
En 1986, Deirdre Madden s'inspire de son enfance en Irlande du Nord pour situé son premier roman, Hidden Symptoms. L'histoire se déroule à Belfast pendant le conflit nord-irlandais. L'écrivaine dépeint la ville comme paralysée par la haine et la peur et souligne la difficulté d'échapper aux divisions sectaires. Le personnage de Theresa, traumatisée par l'assassinat de son frère jumeau Francis, n'arrive pas à surmonter cette épreuve. L'ouvrage Hidden Symptons remporte le Rooney Prize for Irish Literature en 1987.

### The Birds of the Innocent Wood (1988)
Le deuxième roman de Deirdre Madden, The Birds of the Innocent Wood, est publié en 1988. Les sœurs Sarah et Catherine ont chacune un secret. Cependant, alors que l'hiver cède la place au printemps dans la ferme morne et isolée où elles vivent avec leur mère Jane, le fardeau de ces secrets devient intolérable. L'autrice s'attache à la campagne irlandaise pour décrire les traumatismes et les répressions enfouis de la vie familiale qui se répercutent de génération en génération et provoquent de profondes dépressions, des confusions d'identité et des tensions entre les sœurs de cette famille.

### Remembering Light and Stone (1992)
En 1992, pour Remembering Light and Stone, l'écrivaine s'inspire de son expérience en Italie, mais conserve le lien avec l'Irlande à travers son héroïne, Aisling, qui fuit les souvenirs traumatisants d'une enfance passée auprès d'un père violent.
Le court roman Nothing is Black édité en 1994 préfigure le roman Authenticity publié en 2004. L'autrice poursuit son exploration de la tension entre les pressions du matérialisme dans l'Irlande contemporaine et l'intégrité nécessaire à la vie artistique,.

### One by One in the Darkness (1996)
En 1996, Deirdre Madden publie One by One in the Darkness (Irlande, nuit froide), qui reprend le thème des Troubles dix ans après Hidden Symptoms. Elle débute l'écriture de ce roman en 1994, juste avant l'anniversaire de l'arrivée des troupes britanniques en Irlande du Nord. Le roman se termine juste avant le premier cessez-le-feu de l'Armée républicaine irlandaise (IRA),. En 1997, l'écrivaine remporte le Kerry Group Irish Fiction Award pour cet ouvrage. La même année, elle est nommée pour le Women's Prize for Fiction.

### Molly Fox's Birthday (2008)
En 2008, avec l'ouvrage Molly Fox's Birthday, Deirdre Madden dresse le portait d'une narratrice anonyme et dramaturge qui profite de l'anniversaire de son amie Molly Fox, dont elle a emprunté la maison, pour réfléchir à sa propre vie et à celle de ses deux amis, Molly, une comédienne, et Andrew, un historien de l'art. Molly Fox's Birthday est sélectionné pour le  Women's Prize for Fiction en 2009.

## Reconnaissance
En 2014, Deirdre Madden est  intronisée au temple de la renommée des Hennessy Literary Awards lors d'une cérémonie à Dublin marquant la 43e année d'existence de ces prix qui célèbrent la nouvelle littérature irlandaise.

### Romans
- Hidden Symptoms, Faber and Faber, 1986,  (ISBN 978-0-571-15074-8)
- The Birds of the Innocent Wood, Faber and Faber, 1989,  (ISBN 978-0-571-15281-0)
- Remembering Light and Stone, Faber and Faber, 1993,  (ISBN 978-0-571-16946-7)
- Nothing is Black, Faber and Faber, 1994  (ISBN 978-0-571-17247-4)
- Authenticity, Belfond, 2004,  (ISBN 9782714439116)
- Molly Fox's Birthday, Faber and Faber, 2008  (ISBN 978-0-571-23965-8)
- Time Present and Time Past, Faber and Faber, 2013,  (ISBN 9780571290871)

### Littérature d'enfance et de jeunesse
- Snakes' Elbow, Illustrations de Tony Ross, Orchard, 2005,  (ISBN 9781843626398)
- Thanks for Telling Me, Emily, Orchard, 2007,  (ISBN 9781846167010)
- Jasper and the Green Marvel, Faber and Faber, 2011,  (ISBN 978-0571260072)

## Distinctions
- 1987 : Lauréate du Rooney Prize for Irish Literature pour Hidden Symptons
- 1989 : Prix Somerset-Maugham pour The Birds of the Innocent Wood
- 1997 : Kerry Group Irish Fiction Award pour One by One in the Darkness
- 2005 : Eilís Dillon award pour un premier livre pour enfants pour Snakes' Elbows
- 2014 : Admission au Hennessy Literary Awards Hall of Fame